# Stantonville
Stantonville – miasto w Stanach Zjednoczonych, w stanie Tennessee, w hrabstwie McNairy.